# Gregory Chamitoff
Gregory Errol Chamitoff (Montréal, 6 agosto 1962) è un ex astronauta e ingegnere statunitense.

## Biografia

### Istruzione
Nato a Montréal, in Québec da una famiglia di origine russa, dopo le scuole superiori ha conseguito un bachelor in ingegneria elettrica alla California Polytechnic State University nel 1984, successivamente un master in ingegneria aeronautica nel 1985, un dottorato di ricerca in aeronautica e astronautica al Massachusetts Institute of Technology nel 1992 e un master in geologia planetaria alla University of Houston-Clear Lake nel 2002.

### Primi lavori
Mentre studiava al MIT, Chamitoff ha lavorato a diversi progetti NASA, tra cui analisi di stabilità per la messa in orbita del telescopio Spaziale Hubble, il progetto di alcuni miglioramenti nei controlli di volo del pilota automatico dello Space Shuttle e lo studio di un sistema di controllo d'assetto per la Stazione Spaziale Freedom. Dal 1993 al 1995 ha guidato un gruppo di ricerca nella University of Sydney dedicato allo sviluppo di velivoli autonomi e ha tenuto corsi in dinamica del volo e controllo.

### Carriera alla NASA
Nel 1995 Chamitoff ha iniziato a lavorare nel Motion Control Systems Group del Mission Operation Directorate al Johnson Space Center, dove ha sviluppato software per il monitoraggio, la previsione, l'analisi e l'ottimizzazione delle manovre nei sistemi di controllo d'assetto dei veicoli spaziali.
Nel 1998 è stato selezionato dalla NASA per l'addestramento, che ha iniziato ad agosto dello stesso anno, qualificandosi come specialista di missione nel 2000. Da allora Chamitoff ha lavorato nel ramo Space Station Robotics, ha assistito la Expedition 9 in qualità di CAPCOM e ha assistito la Expedition 6, contribuendo allo sviluppo delle procedure di bordo della Stazione Spaziale.
Nel luglio 2002 ha partecipato all'esperimento NEEMO, che si è tenuto nel laboratorio Aquarius sottomarino della NASA.
Ha partecipato come specialista di missione nelle missioni STS-124 e STS-126. Nella missione STS-124 ha dato il cambio a Garrett Reisman come membro della Expedition 17 ed è rientrato a Terra con la missione STS-126, essendo stato sostituito da Sandra Magnus come membro della Expedition 18.
Nel 2011 ha fatto parte dell'equipaggio della missione STS-134.